# HD 125288
v Centauri
Cet article porte sur v (V minuscule) Centauri. Il ne doit pas être confondu avec V Centauri (= HD 127297), ni avec ν (Nu) Centauri.
Désignations
v Centauri (en abrégé v Cen), également désignée HD 125288 ou HR 5358, est une étoile supergéante de la constellation australe du Centaure, située à approximativement 1 230 années-lumière de la Terre. Elle est visible à l'œil nu avec une magnitude apparente de 4,33. 

## Environnement stellaire
v Centauri présente une parallaxe annuelle de 2,66 ± 0,20 mas telle que mesurée par le satellite Hipparcos, ce qui permet d'en déduire qu'elle est distante de 1 230 ± 90 a.l. (∼ 377 pc) de la Terre. Sa magnitude absolue est de −3,56. C'est une étoile en fuite candidate qui se dirige vers l'ouest mais qui est déjà en train de retomber dans le plan galactique. Elle ne possède pas de compagnon connus avec qui elle serait associée.

## Propriétés
v Centauri est une supergéante bleue massive de type spectral B5Ib/II ou B6Ib. Elle est âgée d'environ 29 millions d'années elle est 9,3 fois plus massive que le Soleil. Elle tourne sur elle-même à une vitesse de rotation projetée de 23 km/s. Le rayon de l'étoile est 21 fois plus grand que le rayon solaire, elle est approximativement 13 800 fois plus lumineuse que le Soleil et sa température de surface est de 13 700 K.